# Sylwan (czasopismo)

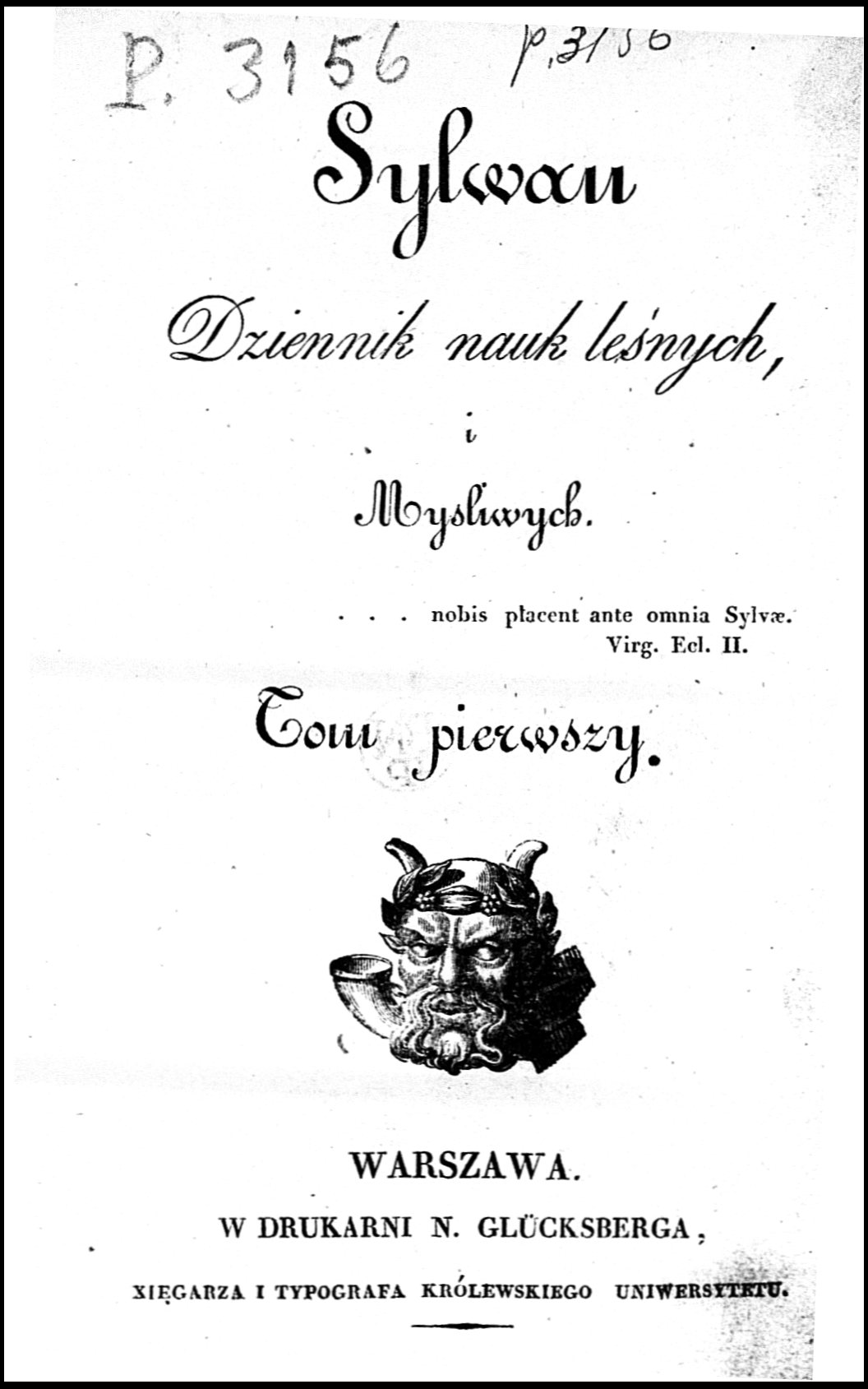
Strona tytułowa numeru 1 z 1820

„Sylwan” – czasopismo naukowe z zakresu nauk leśnych, organ naukowy Polskiego Towarzystwa Leśnego (PTL). Jest najstarszym leśnym czasopismem naukowym wydawanym na świecie, ukazuje się z małymi przerwami od 1820 r.
Pismo pełni rolę edukacyjną i popularyzatorską, podnosząc poziom wiedzy leśników oraz naukową, publikując wyniki najnowszych badań z różnych dziedzin nauk leśnych. Okładkę i stronę tytułową najstarszych wydań oraz zeszytów od 1953 r. zdobi rycina twarzy Silvanusa – rzymskiego bożka lasów i dzikiej przyrody. Przez cały okres wydawania opublikowano w Sylwanie około 13,5 tysiąca rozpraw naukowych, artykułów i doniesień.

## Historia

### Okres I (1820–1858)
Inicjatorami utworzenia czasopisma byli ówcześni organizatorzy służby lasów rządowych na terenie Królestwa Polskiego (Kongresowego), pozostającego pod zaborem rosyjskim: Ludwik August Plater-Broel, dyrektor generalny lasów rządowych, Juliusz Brincken, naczelny nadleśniczy i Hipolit Cieleski, sekretarz Wydziału Lasów Komisji Rządowej Przychodów i Skarbu. 
W początkowym okresie istnienia w Sylwanie ukazały się 34 roczniki czasopisma w 24 tomach. Zamieszczano w nim rozprawy naukowe z zakresu leśnictwa, zarządzenia Komisji Rządowej Przychodów i Skarbu, sprawującej nadzór nad lasami rządowymi i protektorat nad czasopismem, informacje o administracji lasów rządowych Królestwa Kongresowego oraz kalendarz leśny. Publikowano prace ze wszystkich dziedzin leśnictwa, zwłaszcza dotyczące metod zagospodarowania lasu, oparte często na publikacjach leśników niemieckich, szwajcarskich i francuskich. Po powstaniu listopadowym, pozbawiony poparcia rządowego, Sylwan zaczął ukazywać się nieregularnie i z przerwami. Od 1835 do 1858 roku, kiedy to przestał się ukazywać przez okres kolejnych 24 lat, był wydawany przez prywatną spółkę leśników.

### Okres II (1883–1939)
Pismo zostało reaktywowane w Galicji jako organ Galicyjskiego Towarzystwa Leśnego, utworzonego w 1882 roku. W tym okresie treści Sylwana obejmowały m.in.: utrzymanie stanu lasu i podniesienie poziomu gospodarki leśnej w Galicji, pogłębianie wiedzy fachowej oraz dbałość o interesy zawodowe leśników. W Sylwanie publikowano artykuły dotyczące przyrodniczych podstaw leśnictwa i hodowli lasu, ekonomiki i polityki leśnej, zagadnień urządzeniowych i dendrometrycznych, ochrony lasu, ochrony przyrody oraz użytkowania i transportu w lesie, a także materiały z historii leśnictwa oraz aktualności z dziedziny leśnictwa z innych krajów europejskich. Na ogólnopolskim zjeździe leśników w 1907 r. uznano czasopismo za nieoficjalny organ leśników wszystkich zaborów. I wojna światowa spowodowała przerwę w wydawaniu.
Po odzyskaniu niepodległości przez Polskę, w związku ze zmianami w organizacji Galicyjskiego Towarzystwa Leśnego, w 1919 r. Sylwan stał się na krótko organem Małopolskiego Towarzystwa Leśnego, a od 1925 r. – Polskiego Towarzystwa Leśnego z siedzibą we Lwowie i z zasięgiem na cały kraj. Od roku 1936 Sylwan zaczął się ukazywać w dwóch seriach: A - rozprawy naukowe i B - artykuły i sprawy Towarzystwa. Czasopismo kontynuowało zadania wytyczone w poprzednim okresie, reprezentowało interesy leśników i właścicieli lasów prywatnych. Rosła też jego rola jako miejsca druku rozpraw naukowych, zwłaszcza od połowy lat dwudziestych XX w., kiedy to wydrukowano w nim 8 prac doktorskich i habilitacyjnych, w większości ze Lwowa.
Łącznie w okresie 1883–1939 ukazało się 57 roczników Sylwana, o kolejnej numeracji 1−57, bez nawiązywania do numeracji z poprzedniego okresu. Wydawanie pisma przerwała II wojna światowa.

### Okres III (od 1947)
Pierwszy zeszyt po II wojnie światowej ukazał się w Krakowie jako kwartalnik Polskiego Naukowego Towarzystwa Leśnego. Zmieniono numerację roczników Sylwana, tak aby stanowiła kontynuację od 1 rocznika z 1820 roku. Od 1955 roku Sylwan był wydawany jako miesięcznik Wydziału Nauk Rolniczych PAN i Polskiego Towarzystwa Leśnego, a od 1966 r. – ponownie tylko Polskiego Towarzystwa Leśnego. W całym trzecim okresie, do końca 2020 roku, ukazały się 74 roczniki czasopisma.
W roku jubileuszu 200-lecia czasopisma ukazał się specjalny numer (12/2020), prezentujący zarówno historię czasopisma jak i przegląd jego bogatego dorobku w najważniejszych dziedzinach nauk leśnych i przyrodniczych: hodowli lasu, ochrony lasu, ochrony przyrody, urządzania i użytkowania lasu.

## Cytowalność
Sylwan jest indeksowany przez Science Citation Index Expanded (SciSearch), Journal Citation Reports/Scence Edition, CAB International oraz Polish Scientific Journal Contents, IndexCopernicus Journal Master List. Według Journal Citation Reports, pismo miało w 2019 r. impact factor 0,624. W 2024 roku ranga na  liście Ministerstwa Nauki i Szkolnictwa Wyższego wynosiła 70 punktów.